# Criterium de Blida
Il Criterium de Blida (it. Criterium di Blida), ufficialmente Criterium International de Blida, è una corsa in linea maschile di ciclismo su strada, che si svolge in un circuito nella città di Blida, in Algeria, ogni anno in marzo. Chiude la stagione ciclistica in Algeria. Nata nel 2014, è subito entrata a far parte dell'UCI Africa Tour, come evento di classe 1.2.

## Albo d'oro
Aggiornato all'edizione 2016.
| Anno | Vincitore            | Secondo        | Terzo         |
| ---- | -------------------- | -------------- | ------------- |
| 2014 | Marco Amicabile      | Mekseb Debesay | Yonas Tekeste |
| 2015 | Abdelbasset Hannachi | Mekseb Debesay | Nassim Saidi  |
| 2016 |                      |                |               |